# Edmunda
Az Edmunda az Edmund férfinév női párja.

## Gyakorisága
Az 1990-es években szórványos név, a 2000-es években nem szerepel a 100 leggyakoribb női név között.

## Névnapok
- november 16.[2]
- november 20.[2]